# Старошугуровское сельское поселение
Старошугуровское се́льское поселе́ние — муниципальное образование в Лениногорском районе Татарстана Российской Федерации.
Административный центр — село Старое Шугурово.

## История
Статус и границы сельского поселения установлены Законом Республики Татарстан от 31 января 2005 года № 34-ЗРТ «Об установлении границ территорий и статусе муниципального образования "Лениногорский муниципальный район" и муниципальных образований в его составе».

## Население
| 2010  | 2011  | 2012  | 2013  | 2014  | 2015  | 2016  |
| ----- | ----- | ----- | ----- | ----- | ----- | ----- |
| 1129  | ↘1124 | ↗1135 | ↘1133 | ↗1154 | ↘1148 | ↘1120 |
| 2017  | 2018  |       |       |       |       |       |
| ↘1089 | ↘1078 |       |       |       |       |       |

## Состав сельского поселения
| № | Населённый пункт | Тип населённого пункта       | Население |
| - | ---------------- | ---------------------------- | --------- |
| 1 | Новое Шугурово   | деревня                      |           |
| 2 | Старое Шугурово  | село, административный центр |           |